# Kobresia robusta
Kobresia robusta är en halvgräsart som beskrevs av Carl Maximowicz. Kobresia robusta ingår i släktet sävstarrar, och familjen halvgräs. Inga underarter finns listade i Catalogue of Life.